# Carlton, Kansas
Carlton är en ort i Dickinson County i Kansas. Vid 2020 års folkräkning hade Carlton 40 invånare.